# Macintosh Performa 6360
Le Macintosh Performa 6360, aussi commercialisé sous le nom Power Macintosh 6300/160, reprenait le même boîtier que les autres modèles de la série 6300 (Performa 6300, Performa 6320). Il était néanmoins très différents de ceux-ci, sa carte mère étant dérivée de celle du Power Macintosh 6400 : il intégrait des slots d'extension PCI, sa mémoire était au format DIMM 168 broches (plus rapide que la SIMM des 6300 et 6320) et il était doté de ports série rapides (Geoports). Il était commercialisé sans écran au prix de 1500 $.

## Caractéristiques
- processeur : PowerPC 603e 32 bit cadencé à 160 MHz
- bus système 64 bit à 40 MHz
- mémoire morte : 4 Mio
- mémoire vive : 16 Mio (dont 8 Mio soudés à la carte mère), extensible à 136 Mio
- mémoire cache de niveau 1 : 32 Kio
- mémoire cache de niveau 2 : 256 Kio optionnelle
- disque dur IDE de 1,2 Go
- lecteur de disquette 1,44 Mo 3,5"
- lecteur CD-ROM 8x
- mémoire vidéo : 1 Mio de DRAM (mémoire vive dédiée)
- résolutions supportées :
  - 640 × 480 en 16 bit (milliers de couleurs)
  - 800 × 600 en 16 bit (milliers de couleurs)
  - 832 × 624 en 8 bit (256 couleurs)
  - 1024 × 768 en 8 bit (256 couleurs)
- slots d'extension:
  - 1 slot d'extension PCI
  - 1 slot comm
  - 1 slot entrée/sortie vidéo ou tuner TV
  - 2 connecteurs mémoire de type DIMM 168 broches (vitesse minimale : 70 ns)
- connectique:
  - 1 port SCSI (DB-25)
  - 2 ports série Geoports
  - 1 port ADB
  - sortie vidéo DB-15
  - sortie audio : stéréo 16 bit
  - entrée audio : stéréo 16 bit
- haut-parleur mono intégré
- dimensions : 10,9 × 32,0 × 41,9 cm
- poids : 7,7 kg
- alimentation : 150 W
- systèmes supportés : Système 7.5.3 à Mac OS 9.1